# Carlux
Carlux település Franciaországban, Dordogne megyében. Lakosainak száma 655 fő (2022. január 1.). Carlux Saint-Julien-de-Lampon, Calviac-en-Périgord, Prats-de-Carlux, Simeyrols, Pechs-de-l'Espérance, Peyrillac-et-Millac és Orliaguet községekkel határos.

## Népesség
A település népességének változása:
| Lakosok száma | 549  | 565  | 594  | 640  | 627  | 627  | 629  | 634  | 640  | 655  |
|               | 1968 | 1982 | 1990 | 2006 | 2013 | 2015 | 2017 | 2019 | 2020 | 2022 |